# Patinação artística nos Jogos Olímpicos de Inverno de 1932 - Individual masculino
A competição individual masculina da patinação artística nos Jogos Olímpicos de Inverno de 1932 foi disputado entre 12 patinadores.

## Medalhistas
| Ouro   | AUT Karl Schäfer      |
| Prata  | SWE Gillis Grafström  |
| Bronze | CAN Montgomery Wilson |

## Resultados
| #                 | Nome                  | PC | PL | Pos. | Pontos |
| ----------------- | --------------------- | -- | -- | ---- | ------ |
| Medalha de ouro   | AUT Karl Schäfer      | 1  | 1  | 9    | 2602.0 |
| Medalha de prata  | SWE Gillis Grafström  | 2  | 2  | 13   | 2514.5 |
| Medalha de bronze | CAN Montgomery Wilson | 3  | 3  | 24   | 2448.3 |
| 4                 | FIN Marcus Nikkanen   | 4  | 4  | 28   | 2420.1 |
| 5                 | GER Ernst Baier       | 6  | 5  | 35   | 2334.8 |
| 6                 | USA Roger Turner      | 5  | 6  | 40   | 2297.6 |
| 7                 | USA James Madden      | 8  | 7  | 52   | 2049.6 |
| 8                 | USA Gail Borden       | 7  | 9  | 54   | 2110.8 |
| 9                 | JPN Kazuyoshi Oimatsu | 10 | 8  | 67   | 1978.6 |
| 10                | TCH Walter Langer     | 9  | 11 | 70   | 1964.3 |
| 11                | USA William Nagle     | 12 | 10 | 77   | 1884.8 |
| 12                | JPN Ryuichi Obitani   | 11 | 12 | 79   | 1856.7 |

Legenda
| Recorde mundial      | Recorde mundial (World record)               |                       | Recorde africano                      | Recorde africano (African) |                                           | Q | Classificado por posição (Qualified) |
| Recorde olímpico     | Recorde olímpico (Olympic record)            | Recorde da América    | Recorde da América (Americas)         | q                          | Classificado por melhor tempo (Qualified) |   |                                      |
| Melhor marca do ano  | Melhor marca do ano (World leading)          | Recorde asiático      | Recorde asiático (Asian)              | DNS                        | Não largou (Did not start)                |   |                                      |
| Recorde nacional     | Recorde nacional (National record)           | Recorde europeu       | Recorde europeu (European)            | DNF                        | Não terminou (Did not finish)             |   |                                      |
| Recorde pessoal      | Recorde pessoal do atleta (Personal best)    | Recorde da Oceania    | Recorde da Oceania (Oceania)          | DSQ / DQ                   | Desclassificado (Disqualified)            |   |                                      |
| Recorde da temporada | Recorde da temporada do atleta (Season best) | Recorde sul-americano | Recorde sul-americano (South America) | NM                         | Sem marca (No mark)                       |   |                                      |